# Meditations on Integration
Meditations on Integration ist eine Jazzkomposition von Charles Mingus.

## Der Titel
Mingus hatte diese Komposition zum ersten Mal 1964 aufgenommen; unter dem Titel Meditations war sie Teil des Programms von Mingus’ Sextett mit Eric Dolphy, Clifford Jordan, Jaki Byard, Johnny Coles und Dannie Richmond bei ihrem Auftritt in der Cornell University am 18. März 1964, erschienen auf Cornell 1964. Am 4. April 1964 wurde sie beim Town Hall Concert mit der gleichen Besetzung aufgenommen und nach dem Tod des beteiligten Saxophonisten Dolphy für die posthume Veröffentlichung in Praying With Eric umbenannt. Auf der Pariser Live-LP der an das New Yorker Konzert anschließenden Europa-Tournee von 1964 wird sie Meditations For Integration betitelt (The Great Concert, Paris 1964), auf der Aufnahme vom Wuppertaler Konzert der gleichen Tournee als Meditation On A Pair Of Wire Cutters. Er hat die Komposition auch anschließend 1964 regelmäßig im Konzert gespielt und noch zwei Mal auf Tonträger eingespielt – in San Francisco und auf dem Monterey Jazz Festival.
Im Plattentext zu Mingus at Monterey bezeichnet Mingus Meditations on Integration als Stück, das für diese Zeit geschrieben worden sei, wo alle gegen alle anderen in der Welt kämpften: Männer, Frauen, religiöse Richtungen, Leute im allgemeinen, Hautfarben. Ich fühlte, dass ich für Gott spielte. Doch, es ist jetzt die Zeit, wo Leute zusammenkommen und versuchen, ihren Weg zur Liebe zu finden mit etwas, das sie wärmt und zusammenbringt. Auf den Konzerten im Frühjahr 1964 macht Mingus mehrfach die Ansage, dass er von Dolphy wisse, dass es im Süden der USA etwas Ähnliches gebe wie die Konzentrationslager in Nazi-Deutschland. Der einzige Unterschied innerhalb des Stacheldrahts sei, dass es noch keine Gaskammern und Krematorien gebe. Daher habe er das Stück geschrieben, um uns dazu zu bringen, Drahtschneider zu besorgen, bevor jemand Gewehre organisiert.
Auch musikalisch spiegelt das harmonisch in b-moll basierte Stück diese Botschaft wider: Die Konventionen werden aufgelöst und neue Formen gefunden. In den Versionen aus dem Jahr 1964 ist die übliche Arbeitsteilung in einer Jazzband auf den Kopf gestellt. Der Tenorsaxophonist Clifford Jordan übernimmt im Frühjahr während der Vorstellung des Themas die Begleitfunktion, während gestrichener Bass und Flöte unisono die Melodie vorstellen (ähnlich ist das auch in der im Sommer in San Francisco eingespielten Version; in Monterey leitete Mingus auf dem Bass das Stück ein, um mit der Flöte das Thema vorzustellen, während die Big Band die Bass-Riffs übernimmt). Auch im Weiteren spielt Mingus in diesem Stück damit, dass aus organisiertem Chaos heraus immer wieder eine neue Integration entsteht. Konventionell arrangierte Passagen wechseln mit "chaotischen Teilen" ab. Mingus setzte eine geschriebene Melodiestimme gegen eine improvisierte, leitet die Improvisationen streckenweise durch die Vorgabe einsetzbarer Töne. Virtuos wechselt er zwischen gestrichenen und gezupften Passagen, ist sowohl als Begleiter wie auch als Melodiestimme immer gegenwärtig. Aus einer Wiederholung des einleitenden Themas gelangt er in der Mitte der auf dem Monterey-Festival gespielten Version in ein Duett von Piano und Bass. Dann verschwindet plötzlich die Bassstimme, und Buddy Collette setzt auf der Flöte ein. Mingus wechselt zum Klavier, spielt vierhändig mit Jaki Byard, wechselt dann wieder zum Bass. Niemand weiß, wie es sein wird. Das Stück bleibt daher auch hinsichtlich der Besetzung stets in Bewegung, die Mingus immer wieder abändert und so auch seine Mitmusiker überrascht, wenn er plötzlich Anweisungen ruft - etwa b flat - Jesus zu Jane Getz am Ende des Stücks in San Francisco.
Ebenso in Bewegung ist das tonale Material und der Rhythmus. Kaum einmal bleibt ein Beat über längere Zeit spürbar (am längsten noch in dem Altsolo Charles McPhersons zu Anfang), stetig wechseln Melodien und tonales Material. Am Ende seiner musikalischen Analyse kommt der Jazzjournalist Hans-Jürgen Schaal zu dem Ergebnis, dass der Titel von Meditations on Integration zunächst täusche. Die Komposition hat so, wie Mingus sie aufführte, wenig Kontemplatives, es gibt kaum ein Stück Musik, das mehr in Bewegung ist. Die Wiederherstellung des Zerbrochenen, zu der diese bewegte Meditation führt, wird kein makelloses "Meisterwerk" ergeben. Die Erfüllung dieses amerikanischen Traums hat immer Brüche. Eine Mingus-Meditation schafft ein Werk, das unabschließbar ist. In dieser Eigenschaft beweist es seine Größe, seine Unbescholtenheit, seine Integrität.
Diese Mingus-Komposition ist auch das (zweite) Titelstück des Tribute-Albums Weird Nightmare: Meditations on Mingus des Produzenten Hal Willner; hier wird sie gespielt von Art Baron, begleitet von Bill Frisell, Marc Ribot, Don Alias, Henry Threadgill u. a.

## Auswahldiskographie
- Charles Mingus: Charles Mingus Sextet with Eric Dolphy: Cornell 1964. (Blue Note Records 0946 3 92210 2 8) 2 CDs
- Charles Mingus: Town Hall Concert (OJC, 1964)
- Charles Mingus: The Great Concert, Paris 1964
- Charles Mingus: Mingus In Europe, Vol. 1 (Enja 3049)
- Hal Willner - Weird Nightmare - Meditations on Mingus (Columbia/Sony, 1992)